# Ikeda Kazuya
Kazuya Ikeda (sinh ngày 23 tháng 6 năm 1978) là một cầu thủ bóng đá người Nhật Bản.

## Sự nghiệp câu lạc bộ
Kazuya Ikeda đã từng chơi cho Tokyo Verdy.